# Statue équestre de Jeanne d'Arc (Frémiet)
Pour les articles homonymes, voir Statue équestre de Jeanne d'Arc.
La statue équestre de Jeanne d'Arc est une sculpture d'Emmanuel Frémiet. Créée en 1874, plusieurs exemplaires ont été réalisés, dont la version de la place des Pyramides à Paris.

Première version à Paris, on remarque le harnais sur la croupe du cheval, photographie avant 1899.

## Description
La sculpture est une statue équestre. Jeanne d'Arc est représentée tête nue et en armure, une épée à son côté gauche. Elle chevauche un puissant cheval caparaçonné dont elle tient les rênes dans la main gauche. Dans sa main droite, elle brandit son étendard au-dessus de sa tête. Le cheval va au pas : ses jambes avant gauche et arrière droite sont levées. La statue repose entièrement sur ses deux autres jambes, posée sur un socle.
Les exemplaires réalisés sont en bronze, éventuellement doré (en). Au total, la sculpture mesure 3,8 m de haut, 1,9 m de long et 1,2 m de large. Toutes les versions reposent sur un piédestal, de forme et de matériaux divers.

## Histoire

### Première version
Emmanuel Frémiet reçoit la commande de la sculpture en 1872. À cette date, la Troisième République est en place depuis moins de deux ans et la défaite de la France dans sa guerre avec l'Allemagne est toute proche. Dans le même temps, la figure de Jeanne d'Arc connaît un regain de popularité (l'évêque d'Orléans prononce en 1869 un panégyrique de Jeanne et sa béatification est lancée, qui aboutit en 1909) ; le nouveau régime perçoit un parallèle entre la situation de la France en 1429, envahie par les armées anglaises mais sur le point de reconquérir son territoire, et la sienne propre, la France étant occupée militairement par l'Allemagne et amputée de l'Alsace-Lorraine. Frémiet est alors un sculpteur de 48 ans, spécialisé dans la sculpture animalière réaliste. La guerre l'a considérablement affecté : son atelier a été pillé par l'occupant et plusieurs de ses commandes publiques ont disparu dans la destruction du palais des Tuileries et les événements de la commune de Paris. Après la réalisation d'un plâtre, Frémiet reçoit une commande ferme de l'État, le 15 décembre 1872, pour la somme de 25 000 francs. Parmi les 150 statues érigées à Paris au cours de la période 1870-1914, il s'agit de l'unique commande publique passée par l'État : les autres statues sont dues à des initiatives privées.
Le modèle de la statue n'est pas connu : selon la légende, Frémiet aurait choisi une paysanne née comme Jeanne d'Arc à Domrémy et qui serait morte par la suite en 1936 dans l'incendie de son immeuble, appelée selon les versions Jeanne Laneau, ou Aimée Girod. Les propres filles de Frémiet, âgées de 14 et 16 ans en 1872, auraient également pu servir de modèle pour Jeanne, qui aurait eu 17 ans en 1429.
La statue est fondue en 1874 et érigée sur la place des Pyramides, dans le 1er arrondissement de Paris, près de l'endroit supposé où Jeanne d'Arc a été blessée lors de sa tentative d'entrée dans Paris. Elle n'est à cette époque pas dorée : il s'agit d'un bronze brut.
Dans un contexte de rigueur, conséquence de la guerre, l'inauguration ne donne lieu à aucune cérémonie. La statue est mal reçue. Les proportions sont critiquées : Frémiet s'est tenu à une représentation réaliste, une jeune femme frêle de 17 ans sur un cheval massif, là où le public aurait pu attendre que la taille du cheval soit modulée en fonction de l'importance de son cavalier. Le choix du cheval, là encore dans un but réaliste, un percheron plutôt qu'un destrier élancé, est également critiqué. Frémiet choque également par une représentation de Jeanne en armure, guerrière, là où l'époque la décrit plutôt parée de valeurs féminines (délicatesse, pureté, etc.). Ces critiques contradictoires, exacerbées dans le contexte de la défaite, ne voient pas dans la Jeanne d'Arc de Frémiet l'héroïne dont la France a besoin. Elles se tassent cependant et, après quelques années, la sculpture est finalement bien acceptée du public parisien.

### Deuxième version
Si l'opinion publique tourne, Emmanuel Frémiet prend les critiques très à cœur et devient obsédé par une œuvre dont il ne semble voir que les défauts. Dans le même temps, le culte de Jeanne d'Arc grandit en France et les monuments qui lui sont dédiés se multiplient. En 1899, grâce à un financement du mécène Osiris, Nancy lui passe commande d'une copie de la statue ; il ne soumet pas la version existante, mais présente au Salon un nouveau plâtre aux proportions différentes : Jeanne est plus haute d'une vingtaine de centimètres, plus impressionnante sur son cheval, sa pose plus rigide. Elle est également plus âgée, moins adolescente. La tête du cheval est recouverte d'un chanfrein et le harnais autour de sa croupe est supprimé, lui donnant un air plus majestueux. Ces changements interloquent les critiques d'art, le monument ayant été largement accepté en 15 ans. La nouvelle version est toutefois fondue et inaugurée à Nancy sur la place Lafayette l'année suivante.
En 1890, la ville américaine de Philadelphie commande un exemplaire, qui est érigé sur le Girard Avenue Bridge (en) (déplacée en 1960 près du Museum of Art). Cette fois, il s'agit d'un bronze doré. La commande spécifie par ailleurs qu'aucun nouvel exemplaire, après ceux de Paris, Nancy et Philadelphie, ne peut être fondu, sans préciser que la version parisienne n'est pas identique aux deux autres.
Vers 1898, Frémiet fait fondre à ses frais, sans en informer quiconque, un 3e exemplaire de la seconde version. En 1899, la construction de la première ligne du métro parisien oblige à démonter la statue érigée sur la place des Pyramides pendant une dizaine de jours. Frémiet en profite pour lui substituer son propre exemplaire, là encore sans prévenir personne. La version remontée est dorée, ce qui passe pour un cadeau de l'artiste auprès du public parisien (et permet de masquer que le bronze est soudainement plus neuf). Malgré les modifications de proportions, personne ne s'aperçoit du remplacement. Frémiet va jusqu'à faire fondre la statue d'origine pour faire disparaitre toute trace du premier modèle.
En 1903, Emmanuel Frémiet accepte de fondre un nouvel exemplaire pour la ville de Mirecourt, dans les Vosges, en contradiction avec l'accord passé avec la ville de Philadelphie. Il est possible toutefois que le sculpteur ait introduit des variations subtiles afin d'en respecter la lettre. La même année, la supercherie parisienne est finalement découverte, ce que Frémiet ne cache pas, provoquant un scandale. Une légende naît d'ailleurs à cette époque, qui veut que l'exemplaire de Philadelphie soit en réalité la version originale, déplacée après son changement, bien qu'elle prédate le changement d'une dizaine d'années (on retrouve cette légende jusque dans le New York Times en 1925).
En 1905, la ville australienne de Melbourne approche Emmanuel Frémiet pour la réalisation d'un nouvel exemplaire, destiné à la terrasse de la National Gallery of Victoria. Cet exemplaire est inauguré en 1907.
Frémiet meurt en 1910. Après sa mort, six autres exemplaires sont réalisés : Lille (1912), Castres (1914), Saint-Étienne (1916), Portland (1924), Compiègne (1960) et La Nouvelle-Orléans (1972).
Tout comme la première version, le modèle de la deuxième version n'est pas connu avec certitude. Il est possible qu'il s'agit de Marianna Mattiocco, épouse du peintre australien John Peter Russell émigré à Paris, et qui a effectivement posé pour Auguste Rodin à cette époque.

## Exemplaires
11 exemplaires de la statue ont été réalisés : 7 sont érigés en France, 3 aux États-Unis, 1 en Australie. La liste suivante les recense.
| Pays       | Ville               | Lieu                               | Installation | Coordonnées                          | Image |
| ---------- | ------------------- | ---------------------------------- | ------------ | ------------------------------------ | ----- |
| Australie  | Melbourne           |                                    | 1907         | 37° 48′ 36″ sud, 144° 57′ 50″ est    |       |
| États-Unis | La Nouvelle-Orléans | Vieux carré français               | 1972         | 29° 57′ 32″ nord, 90° 03′ 39″ ouest  |       |
| États-Unis | Philadelphie        | Près du Philadelphia Museum of Art | 1890         | 39° 57′ 59″ nord, 75° 10′ 45″ ouest  |       |
| États-Unis | Portland            |                                    | 1924         | 45° 31′ 35″ nord, 122° 37′ 23″ ouest |       |
| France     | Castres             | Jardin Frascaty                    | 1914         | 43° 36′ 13″ nord, 2° 14′ 16″ est     |       |
| France     | Compiègne           | Rue d'Amiens                       | 1960         | 49° 25′ 15″ nord, 2° 49′ 21″ est     |       |
| France     | Lille               |                                    | 1912         | 50° 37′ 34″ nord, 3° 03′ 54″ est     |       |
| France     | Mirecourt           | Place Jeanne-d'Arc                 | 1903         | 48° 18′ 13″ nord, 6° 08′ 03″ est     |       |
| France     | Nancy               |                                    | 1889         | 48° 41′ 39″ nord, 6° 10′ 49″ est     |       |
| France     | Paris               | Place des Pyramides                | 1874/1899    | 48° 51′ 50″ nord, 2° 19′ 56″ est     |       |
| France     | Saint-Étienne       |                                    | 1916         | 45° 26′ 11″ nord, 4° 23′ 07″ est     |       |